# Padam Padam (Kylie Minogue)
Padam Padam è un singolo della cantante australiana Kylie Minogue, pubblicata il 18 maggio 2023 come primo estratto dal sedicesimo album in studio Tension.
Il singolo è stato accolto positivamente dalla critica musicale, venendo riconosciuto ai Grammy Awards nella categoria alla miglior registrazione pop dance.

## Descrizione
La canzone è stata scritta dalla cantante norvegese Ina Wroldsen e dal produttore Lostboy e presenta sonorità techno e dance pop. La cantante ha raccontato il significato e il processo creativo del brano, rispetto al nuovo progetto discografico:

## Accoglienza e impatto
Scrivendo per Stereogum, Tom Breihan ha descritto Padam Padam come «una jam dance-pop elegante, martellante e orecchiabile», aggiungendo che «Kylie sa esattamente come realizzare una canzone del genere». Mary Varvaris della rivista australiana The Music ha sottolineato il «suono dance fresco e vibrante» della canzone, il quale «suona completamente 2023 pur rimanendo inconfondibilmente Kylie». Lo scrittore del The Guardian Owen Myers ha descritto la canzone come «una lucida bolla di gioia dance-pop», che «è sgravata dalla narrazione personale della sua interprete, liberando la Minogue per giocare una volta alla showgirl solare».

### Riconoscimenti di fine anno
- 4º — The Guardian[17]
- 3º — NME[18]
- 5º — Time[19]
- 20º — Rolling Stone[20]
- 41º — Pitchfork[21]

### Impatto
L'impatto di Padam Padam sul Regno Unito è stato definito «Padam-ic», come storpiamento del termine «pandemic» (pandemia), descritto da Laura Snapes, giornalista per The Guardian, come un «momento culturale in cui la frivolezza e la leggerezza sembrano essere tornate a galla dopo la pandemia e dopo un'epoca in cui la cultura è stata presa molto sul serio».
Padam Padam è stato descritto come il più grande successo della cantante da quando lo streaming musicale è entrato in maniera predominante nella discografia, venendo assimilata alla capacità di  Diana Ross, Aretha Franklin e Dusty Springfield di avere un risvolto discografico dopo periodi commercialmente meno redditizi. Altri critici hanno osservato che è raro che un artista di mezza età abbia ottenuto un tale successo mediatico negli ultimi decenni.
Il giornalista musicale James Masterton ha elogiato la capacità della Minogue di colmare «un divario generazionale con un disco di successo che si rivolge sia ai suoi fedeli (e anziani) accoliti, sia a una nuova generazione di fan della musica» quest'ultimi attirati grazie alla piattaforma TikTok che ha «contribuito all'esplosione del singolo di Kylie; [...] aggirando tutte le vie mediatiche tradizionali».
La canzone è diventata anche un inno per la comunità LGBTQ+ in diverse parate del Pride Month, tra cui nelle manifestazioni di New York, Londra e Sydney. La canzone è stata anche premiata come disco dell'anno al Las Culturistas Culture Award durante la marcia di New York. La canzone è stata anche aggiunta da William, principe del Galles e Catherine, principessa di Galles, per annunciare la loro interdizione al London Pride.

## Video musicale
Il video musicale relativo al brano, diretto da Sophie Muller, è stato pubblicato sul canale YouTube della cantante in concomitanza con l'uscita del singolo.
Esso raffigura la cantante vestita con un abito trasparente e un mantello rossi che si dimena con attorno dei ballerini, anch'essi vestiti di rosso, che ballano battendo le mani sui loro cuori. Successivamente amoreggia in un diner con le persone che ascoltano la canzone e si rotola da sola sul letto di un motel.

## Tracce
Testi e musiche di Ina Wroldsen e LostBoy.
Download digitale – 1ª versione
1. Padam Padam – 2:46

Download digitale – 2ª versione
1. Padam Padam – 2:46
2. Padam Padam (Extended Mix) – 4:03

## Successo commerciale
Nel Regno Unito Padam Padam ha esordito alla posizione numero ventisei della Official Singles Chart, il più alto da Into the Blue del 2014, raggiungendo l'ottava posizione alla quinta settimana di permanenza in classifica. Il brano è divenendo il primo della Minogue a posizionarsi tra le prime dieci da Higher del 2011 e il trentacinquesimo della sua carriera. Nel Paese la canzone ha inoltre occupato la quinta posizione della Dance Singles Chart e terza della Independent Singles Chart.
La canzone ha debuttato alla posizione numero 39 della ARIA Singles Chart, diventando così il primo singolo a apparire tra le prime quaranta posizioni in Australia dopo Timebomb del 2012; In seguito ha raggiunto la posizione numero 19. In Irlanda, il singolo è diventato il più alto in classifica di Minogue dopo Higher del 2011, raggiungendo la posizione numero sette della Irish Singles Chart.
Negli Stati Uniti Padam Padam non ha esordito nella Billboard Hot 100; tuttavia ha esordito alla settima posizione della Hot Dance/Electronic Songs. In Canada il brano ha esordito alla posizione numero 98 della Billboard Canadian Hot 100, divenendo il primo brano a apparire nella classifica da Timebomb del 2012.

## Classifiche
| Classifica (2023) | Posizione massima |
| ----------------- | ----------------- |
| Australia         | 19                |
| Belgio (Fiandre)  | 32                |
| Bielorussia       | 67                |
| Bulgaria          | 10                |
| Canada            | 98                |
| Croazia           | 4                 |
| Estonia           | 28                |
| Irlanda           | 7                 |
| Kazakistan        | 72                |
| Paesi Bassi       | 40                |
| Polonia           | 11                |
| Regno Unito       | 8                 |
| Russia            | 42                |
| Spagna            | 39                |
| Sudafrica         | 7                 |
| Ungheria          | 32                |

## Riconoscimenti
Grammy Award
- 2024 – Miglior registrazione pop dance

ARIA Music Awards
- 2023 – Miglior canzone pop
- 2023 – Candidatura alla miglior canzone indipendente
- 2023 – Candidatura alla canzone dell'anno - public voted